# Neotheronia apicipennis
Neotheronia apicipennis är en stekelart som först beskrevs av Brethes 1926.  Neotheronia apicipennis ingår i släktet Neotheronia och familjen brokparasitsteklar. Inga underarter finns listade i Catalogue of Life.